# 魔法の海兵隊員ぴくせる☆まりたん
『魔法の海兵隊員ぴくせる☆まりたん』（まほうのかいへいたいいんぴくせるまりたん）は、ヒライユキオの漫画である。シナリオはCol. Ayabe。通称『ぴくせる☆まりたん』。

## 概要
月刊「アームズマガジン」に連載。同社の「Novel JAPAN」及び同誌を継承した「キャラの!」にも2007年8月号まで連載されていた。2007年7月1日には、L・B・ジョンソン著でHJ文庫よりノベライズ作品が刊行された。
萌え系美少女の軍人キャラクターが複数登場し、英語と軍事の知識を解説する。アメリカ海兵隊で使われている下品な英単語を、毒舌や派手なパフォーマンスとともに読者に紹介し、また海兵隊の組織編制の解説なども行わう。作風として、作中に扱われる英単語や例文に差別的・侮蔑的な内容を含む。
じえいたんの本名や「けんぽー」の扱いなど、論争の対象となっているような題材を扱う場合、「他意はない」や「深い意味はない」との「但し書き」がされる。

## ぱりすあいらんど魔法王国
まりたんの出身国。強力な海兵隊を保有し、アメリカ合衆国と安全保障条約を結んでいる。国名英語表記は、Magic Kingdom of the Parris Island。
人口は「少数精鋭」、面積は「モンテズマの丘からトリポリまで」、人種は「どれも平等に価値が無い」、言語は「口で糞垂れる前と後にサーと言え」、宗教は「心は神に捧げても良いが、ケツは海兵隊のものだ」。
政体は「立憲君主制（小銃第一主義）　但し、様々な面で女王の権力は絶大であり絶対王政に近いと見られる。」、議会は「上下二院制」、元首は「女王様」、 王太女は「まりん（ぴくせる☆まりたん）」。
外交基本方針は「First to fight」、軍隊は「国民海兵」。

## 登場人物
※キャストは特記のない限りリスニングCDのもの。
ぴくせる☆まりたん
声 - 徳永愛
本名まりん。強固な軍備とアメリカとの安全保障条約で守られた魔法の国『ぱりす・あいらんど』の王女で、アメリカ海兵隊三等軍曹。12歳の誕生日、母である女王様に魔法の武器である巨大な錨『ぴくせる☆あんかー』を授けられ、地上の民主化のためにやってきた。ぴくせる☆あんかーの力で海兵隊員となった際の呼び名がまりたんとなる。
海兵隊独特の言葉を始終口にするが、本人はその言葉の意味はあまり分かっていないらしい。
敵を一撃で楽にできるという理由で、7.62mm NATO弾仕様のM14ライフルを愛用し、「ノミの乳首でも撃ち抜ける」と語っている。
ぴくせる☆あんかーを用いて「ふぁいあーみっしょん」、「ふぉーてぃふぁいぶ」、「けみかるうぇぽん」「えーじぇんとおれんじ」等の魔法や、部下の海兵隊員たちを召喚する事ができる。
あーみーさん
声 - 金田朋子
アメリカ陸軍の二等兵。陸軍兵士だが、何故か海兵隊員のまりたんに指導されている。13歳。
犬にそっくりの耳と尻尾を持っているため、まりたんやねいびーさんから人間であるのか疑問を持たれている。収入の殆どが家族への仕送りに消えるという苦労人。
出身国に残してきた家族と共に、市民権を得てアメリカに移住すべく兵役に就いている。このような身の上の兵士はアメリカでは俗に「グリーンカード兵士」と呼ばれている。
チャームポイントは欠けたドッグタグ（認識票）と身の丈に迫る巨大先割れスプーン、ヘルメットに挿したチューインガム。
常に腹が減っているらしく、食べ物の匂いには敏感。また生のサツマイモやドッグフードを食べるなど悪食でもある。
まりたんの母である女王様のベトナム戦争時代の回想には、彼女そっくりの子供や兵士が大量に現れるが別人である。
在日米軍の広報漫画『わたしたちの同盟 - 永続的パートナーシップ』にも同じ容姿の人物が登場するが、同一人物であるかは不明（「わたしはアメリカ陸軍なのです！」と自己紹介しているが、名前は名乗っていない）。
ねいびーさん
声 - 川澄綾子
アメリカ海軍の少佐。海軍軍人一族の出身で、アナポリス海軍兵学校卒の16歳。
人種は白人、民族はアングロサクソン系、宗教はプロテスタントで、こうした出自の人物はWhite Anglo-Saxon Protestantの頭文字を取って俗にWASPとも呼ばれる。
主要キャラクター四人の中では階級最上位者であり、最も常識がある。上官としてまりたん達を見守っている。
テキサスに牧場を経営する叔父がいる。
スクール水着を着用し、その上に袖無しの白い海軍夏服を羽織っている。
じえいたん
声 - 門脇舞
本名九条しのぶ。「魔法の（ような）戦力?じえいたん」の異名を持つ。陸上自衛隊陸士長。魔法の力で海上じえいたん、航空じえいたんにも変身する。
年齢は11歳。
普段は鎖で背中に『けんぽー』を背負わされているが、作中ではたまに外されていることもある。これは憲法の枠を超えてアメリカの支援を…ということを暗示しているらしい。
webコミック版ではまりたんとの出会いは、自宅に戦闘機で突っ込まれて家を乗っ取られるというもので、他のメンバーが家に上がりこんで騒動を起こすといった災難にも見舞われている。
あの島をモチーフにしたオムライスをまりたんたちに振る舞ったことがある。
人民帽を被った「中華パンダ」と共にポーズをとっているスナップもある。
『わたしたちの同盟 - 永続的パートナーシップ』にも同じ容姿の人物が登場するが、同一人物であるかは不明（「私は陸上自衛隊のものです！」と自己紹介しているが、名前は名乗っていない）。また、この人物はけんぽーも描かれていない。
女王様
声 - 金月真美
まりたんの母で、ぱりす・あいらんどの女王。
ベトナム戦争従軍3回。ベトコンを拷問に掛けて泳ぎを教えてやっただけと言い切り、敵とあらば女子供も容赦なく殺害する。
従軍経験から海兵隊の将校達とは太いパイプがあるらしく、よくまりたんの作戦への協力や行きすぎた破壊行為のもみ消しを依頼、強要している。
年齢は不明。1969年にベトナムにいたと言う記述があるが、年齢を推測するようなことは絶対聞いてはいけない。まりたんの父に相当する人物は、本編には未だ登場していない。
時折まりたんと同様に下品な英語を口にする。
実際の「パリス・アイランド」とはサウスカロライナ州にあるパリス・アイランド海兵隊新兵訓練基地の事である。
てぃんくる☆ありす
声 - 野中藍（『〜かいへい3ねんせいよう』より）
まりたんと同じアメリカ海兵隊員で12歳の少女。毒舌家で、あーみーさん、じえいたんへのいじめを執拗に繰り返す。「きらきら瞬く」という意味の英単語は本来「とぅいんくる」（Twinkle）だが彼女は「ちょろちょろと滴り落ちる」という意味の「てぃんくる」（Tinkle）なので、まりたんからは「ちょろちょろ小便のありすちゃん」「小便ありす」と馬鹿にされている。
同じ海兵隊員とは言ってもサンディエゴ系のためパリス・アイランド出身のまりたんとはウマが合わない。女王様の方もサンディエゴの事を味方なのか敵なのか判然としない説明をしていた。実際のサンディエゴ海兵隊新兵訓練基地はパリス・アイランドと違って男性しか入隊できない。
みけ大佐
フルネームはみけ・ほあー。猫のような耳と、瞳孔の細まった目を持つ。「まっど・みけ」、または「下町のナポレオン」の異名で知られる伝説の傭兵隊長らしい。コンゴ動乱等で活躍したマイク・ホアーがモデルとなっている。
国籍はアイルランドで、趣味は政権転覆。まりたんと同い年の12歳。
将来は猫の国を作ることを夢見ている。一人称は「我輩」。
webコミック版でじえいたんとまりたんを間違え、じえいたんを激しく落ち込ませた事がある。
カ●トロ議長
声 - 中田譲治
前キュー●国家評議会議長でまりたんの宿敵。まりたんからはいつも名前を「ス●トロ」と間違えられている。劇中でも名前の文字は黒丸で塗りつぶして伏せられている。
まおちゃん（毛唱）
声 - 小野涼子（『まりたん英語のドリル F●CK編』の店舗特典ゲーム内のみ）
強烈な毛沢東主義者（マオイスト）で「革命防衛隊まおちゃん」を自称する。得意技は海賊版作成。二文字違いで似た名称の作品が存在し、じえいたんから「名前が微妙過ぎます」と言われ家に上がり込むのを拒否された。その際、「我が国では著作権は鴻毛より軽い」と開き直っている。

## 集中ドリル（別冊本）
アームズマガジンに掲載されたコミックと描き下ろしのコミックを収録されたアームズマガジン別冊本。
まりたん集中ドリル かいへい1ねんせいよう
2005年9月10日発売。最初はアニメイト、K-BOOKS、ゲーマーズ、書泉ブックタワー、とらのあな、ポストホビー、まんがの森、メロンブックス のみで限定販売であったが、2ねんせいようの発売に合わせて全国版として一般流通された。
まりたん集中ドリル かいへい2ねんせいよう
2006年6月17日発売。リスニングCDが付録される。なおリスニングCDのナレーションは宇乃音亜季。
まりたんと話そう!F●CK
2007年4月28日発売。ドリルではなく、絵本の体裁を取っており、ドラマCDが付いてくる。また初回版をドリル1と同じ店舗で買うと、デス・カードが付いてくる（絵柄は店舗ごとに異なる）。
まりたん集中ドリル かいへい3ねんせいよう
2008年4月26日発売。ドリル2と同様のリスニングCDに加え店頭特典として「ののしりCD」が配布された。
まりたん英語のドリル F●CK編
2010年7月31日発売。リスニングCDに加え一部店舗での購入特典としてフランスパン制作のゲーム「地獄のまりたん」が配布された。

## トピックス
- AK-47の生みの親、ミハイル・カラシニコフにこの作品を見せたところ「子供に銃を持たせちゃいかんよ！」とコメント。その後カラシニコフは｢レイドビキさん｣のページにサインしている[6]。